# (39318) 2001 VT33
(39318) 2001 VT33 est un astéroïde de la ceinture principale d'astéroïdes découvert en 2001.

## Description
(39318) 2001 VT33 a été découvert le 9 novembre 2001 à l'observatoire Magdalena Ridge, situé dans le comté de Socorro, au Nouveau-Mexique (États-Unis), par le projet Lincoln Near-Earth Asteroid Research (LINEAR).

### Caractéristiques orbitales
L'orbite de cet astéroïde est caractérisée par un demi-grand axe de 2,40 ua, un périhélie de 2,38 ua, une excentricité de 0,01 et une inclinaison de 2,29° par rapport à l'écliptique. Du fait de ces caractéristiques, à savoir un demi-grand axe compris entre 2 et 3,2 ua et un périhélie supérieur à 1,666 ua, il est classé, selon la JPL Small-Body Database, comme objet de la ceinture principale d'astéroïdes.

### Caractéristiques physiques
(39318) 2001 VT33 a une magnitude absolue (H) de 15,6 et un albédo estimé à 0,037.